# Obéissance
L'obéissance (ou soumission à l'autorité) est l'une des formes de l'influence sociale. En psychologie sociale, il est question d'obéissance lorsqu'un individu adopte un comportement différent parce qu'un autre individu, perçu comme une source d'autorité, le lui demande/impose. L'individu dominé reconnaît à un autre, ou à un gouvernement une valeur certaine. Lorsque cette reconnaissance est faite, l'individu passe alors un accord tacite, un consentement avec le supérieur qu'il a reconnu ; il échange sa liberté contre la volonté générale d'être assuré et sécurisé. 

## Formes
L'obéissance est l'acte de suivre des ordres données par une figure autoritaire. Ce cas de figure peut être perçu dans la théorie de Milgram. Les formes d'obéissance humaine incluent :
- obéissance des lois ;
- obéissance des normes sociales ;
- obéissance des monarchies, gouvernements, organisations, religions, ou (églises) ;
- obéissance envers Dieu (la vertu d'Obéissance spirituelle pour les chrétiens, ou le Vœu d'obéissance pour les religieux);
- obéissance de contraintes imposées à soi, par exemple la chasteté ;
- obéissance d'un parent ou d'un/une épouse ;
- obéissance d'un dominant, dans le domaine sadomasochiste ; et
- obéissance d'un supérieur, dans un lieu de travail.
- obéissance d'un enfant à ses parents[1]

## Études expérimentales
L'obéissance a été étudiée par les psychologues depuis la Seconde Guerre mondiale—l'expérience de Milgram et l'Expérience de Stanford sont les études expérimentales les plus connues de l'obéissance humaine, alors que l'expérience de Charles K. Hofling était l'une des toutes premières expériences,,.

### Expérience de Milgram
Dans son expérience de soumission à l'autorité en 1961, Stanley Milgram amène des gens normaux à infliger des chocs électriques de plus en plus forts à un autre sujet (en fait un compère, c'est-à-dire un expérimentateur qui prétend être un sujet de l'expérience) qui supplie d'arrêter l'expérience puis hurle et se tait, comme s'il était victime d'un malaise. Parmi les personnes qui doivent infliger les chocs électriques, certaines sont troublées par les cris de douleur et demandent à arrêter l'expérience mais d'autres n'en tiennent pas compte et continuent à infliger des chocs électriques de plus en plus intenses car l'ordre de continuer leur a été donné.

### Expérience de Stanford
Contrairement à l'expérience de Milgram, basée sur l'obéissance des individus, l'expérience de Stanford, débutée en 1971, se base sur le comportement d'individus en groupe, et en particulier sur la capacité des individus à obéir ou à adopter un rôle d'autorité abusif durant une situation dans laquelle ceux-ci doivent prendre soit une place de dominant, soit une place de dominé. Dans cette expérience, un groupe de volontaires est divisé en deux et sont tous deux enfermés dans une "prison," dont un groupe jouant le rôle de "gardes", et d'un autre jouant le rôle de "prisonniers".
Dans ce cas de figure, le groupe jouant le rôle de "gardes" devait imposer une figure autoritaire, comme précédemment expliqué avant le début de l'expérience, et le groupe jouant le rôle de "prisonniers" devait assumer leur rôle en se soumettant aux figures autoritaires. Les instructions données avant l'expérience étaient poussées plus loin lorsque les "gardes" abusaient et brutalisaient les "prisonniers". Au même moment, les prisonniers adoptaient un comportement de soumis à l'égard de leur tourmenteurs, bien qu'ils savaient qu'ils n'étaient que volontaires d'une expérience.
L'expérience de Stanford ne démontre pas seulement l'obéissance, mais également un haut degré de respect et de conformité.

### Expérience de Charles K. Hofling
Les expériences de Milgram et de Stanford ont été dirigées à l'aide d'instructions expérimentales. En 1966, le psychiatre Charles K. Hofling publie les résultats d'une expérience scientifique réalisée avec des infirmières-physiciennes dans le cadre de relations cliniques. Les infirmières, sans savoir qu'elles étaient sujettes à une expérience, ont reçu l'ordre de docteurs inconnus d'administrer une grande quantité d'un (faux) médicament à leurs patients. Bien qu'un bon nombre d'hôpitaux interdisent ce type de comportement, 21 infirmières sur 22 ont administré la dose ordonnée.

### Études en neuroscience sur l'obéissance - Emilie Caspar
Les neurosciences ont commencé récemment à aborder la question de l'obéissance, apportant des perspectives nouvelles mais complémentaires sur la façon dont l'obéissance ou l'émission d'ordres a un impact sur le fonctionnement du cerveau, favorisant les conditions de transgressions morales. Le protocole expérimental, inspiré de Milgram, ne repose pas sur la tromperie et implique des comportements réels. Un participant assigné au rôle d'agent doit soit décider librement, soit reçoit l'ordre de l'expérimentateur, de délivrer ou non un choc électrique légèrement douloureux à un autre participant (la « victime ») en échange de 0,05€. Dans une étude menée en 2020, les résultats de l'IRMf ont indiqué que le fait de voir le choc délivré à la victime déclenchait des activations dans le cortex cingulaire antérieur et l'insula antérieure, des régions cérébrales associées à l'empathie envers la douleur d'autrui. Cependant, ces activations étaient plus faibles dans la condition contrainte que dans la condition libre, indiquant que lorsque l'on suit un ordre, notre cerveau utilise moins de ressources pour traiter la douleur causée à la victime. Dans cette même étude, l'activité des régions cérébrales associées au sentiment de culpabilité interpersonnelle était également réduite lorsque les participants obéissaient aux ordres en comparaison avec le fait de choisir librement. D'autres études ont montré que le sentiment d'agentivité, mesuré par la tâche implicite de perception du temps, était réduit dans la condition de contrainte par rapport à la condition de libre choix,, ce qui suggère que le sentiment d'agentivité diminue lorsque les individus obéissent aux ordres par rapport à lorsqu'ils agissent librement. Ces études neuroscientifiques soulignent comment le fait d'obéir à des ordres modifie notre aversion naturelle à faire du mal à autrui.

## Signification
Les psychologues citent volontiers le phénomène d'obéissance comme l'explication d'événements historiques dramatiques comme le massacre de Mỹ Lai au Viêt Nam ou encore l'attitude d'Adolf Eichmann qui, lors de son procès à Jérusalem, a justifié sa participation au génocide nazi par son devoir de fonctionnaire.
Dans la religion, l'obéissance est l'un des trois conseils évangéliques. Les bénédictins ont une règle d'obéissance.